# 多花碎米荠
多花碎米荠（学名：Cardamine multiflora）为十字花科碎米荠属的植物，其种加词“multiflora”意为“多花的”。中国特有植物。分布于中国大陆的云南、四川等地，生长于海拔2,100米至2,600米的地区，多生在沟边、高山山坡或杂木中，目前尚未由人工引种栽培。